# شركة البحر الجنوبي

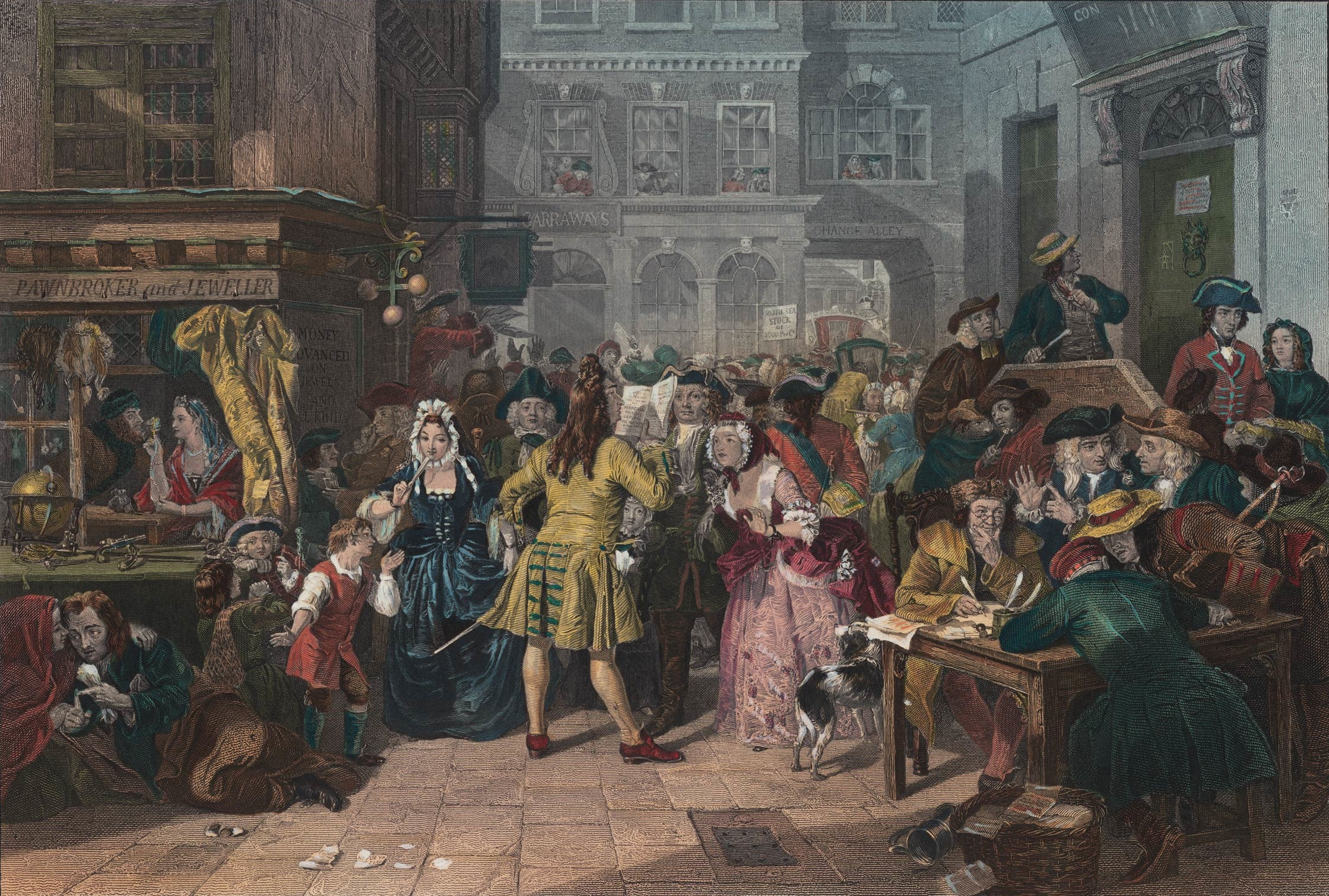
لوحة فقاعة البحر الجنوبي، ورسمها إدوارد ماثيو وورد

شركة البحر الجنوبي هي شركة مساهمة إنجليزية تأسست عام 1711م، أُسست بالمشاركة بين القطاعين العام والخاص للتضامن وتخفيض الدين العام الإنجليزي.

## فقاعة البحر الجنوبي
نشأت مشكلات كبيرة للحكومة الإنجليزية بسبب أحد التقديرات المالية وإدارة الدين العام، فلم يكن ممكنًا سداد سندات حكومية معينة دون موافقة حامل السند كما أنها أُصدرت في وقت ترتفع فيه الفوائد، وبذلك أثقل كل سند المالية العامة بخسارة طويلة الأجل حيث كانت السندات لا تسدد أبدًا تقريبًا، وفي عام 1719م عرضت شركة البحر الجنوبي أن تأخذ 31 مليون جنيهًا تشكل ثلاثة أخماس الدين العام البريطاني عن طريق تبادل السندات الحكومية بأسهم في الشركة، وقامت الشركة برشوة اللورد سندرلاند وميلوزين فون دير شولنبرغ وستانهوب وزير الخزانة ليقوموا بدعم مخططهم، وأعزت الشركة لحاملي الأسهم ليحولوا سنداتهم ذات الفوائد العالية غير القابلة للدفع إلى سندات قليلة الفائدة سهلة التداول بعرض مكاسب مالية تبدو تفضيلية، وارتفعت أسهم الشركة بسرعة؛ فالأسهم التي طُرحت بسعر 128 جنيه في أول يناير 1720م قُدرت بخمسمائة جنيه عندما بدأ مخطط التحويل في مايو، وفي يوم 24 يونية حلق سعر السهم عند ذروة 1050 جنيه، وأدى نجاح الشركة لتعويم مضاربة الشركات الأخرى وكان بعضها زائف القيمة، وقامت الحكومة – في محاولة لقمع مخططاتهم – بإصدار قانون الشركات الوهمية (قانون الفقاعة) بدعم من شركة البحر الجنوبي مع توقف ارتفاع السعر، وبدأ في أغسطس البيع غير المنضبط وأدى إلى سقوط سعر السهم إلى 150 جنيه بنهاية سبتمبر، وخسر العديد من الأفراد – بما فيهم الأرستقراطيين – مبالغ ضخمة وأفلس بعضهم كليًا، وعاد جورج قبل موعده المعتاد من هانوفر – التي كان بها منذ يونية – بناء على طلب وزارته.

## اقرأ أيضًا
جورج الأول ملك بريطانيا العظمى